# Johannes Müller Argoviensis
Johannes Müller Argoviensis era el nom que utilitzava el botànic suís Johann Müller (9 de maig de 1828 a Teufenthal, Aargau – 28 de gener de 1896 a Ginebra). Va ser el que va fer les monografies sobre les famílies de plantes Resedaceae, Apocynaceae i Euphorbiaceae en l'obra Prodromus d'A. P. de Candolle i en la Flora Brasiliensis de Martius. També era una autoritat en líquens.